# Bruno Zimmer

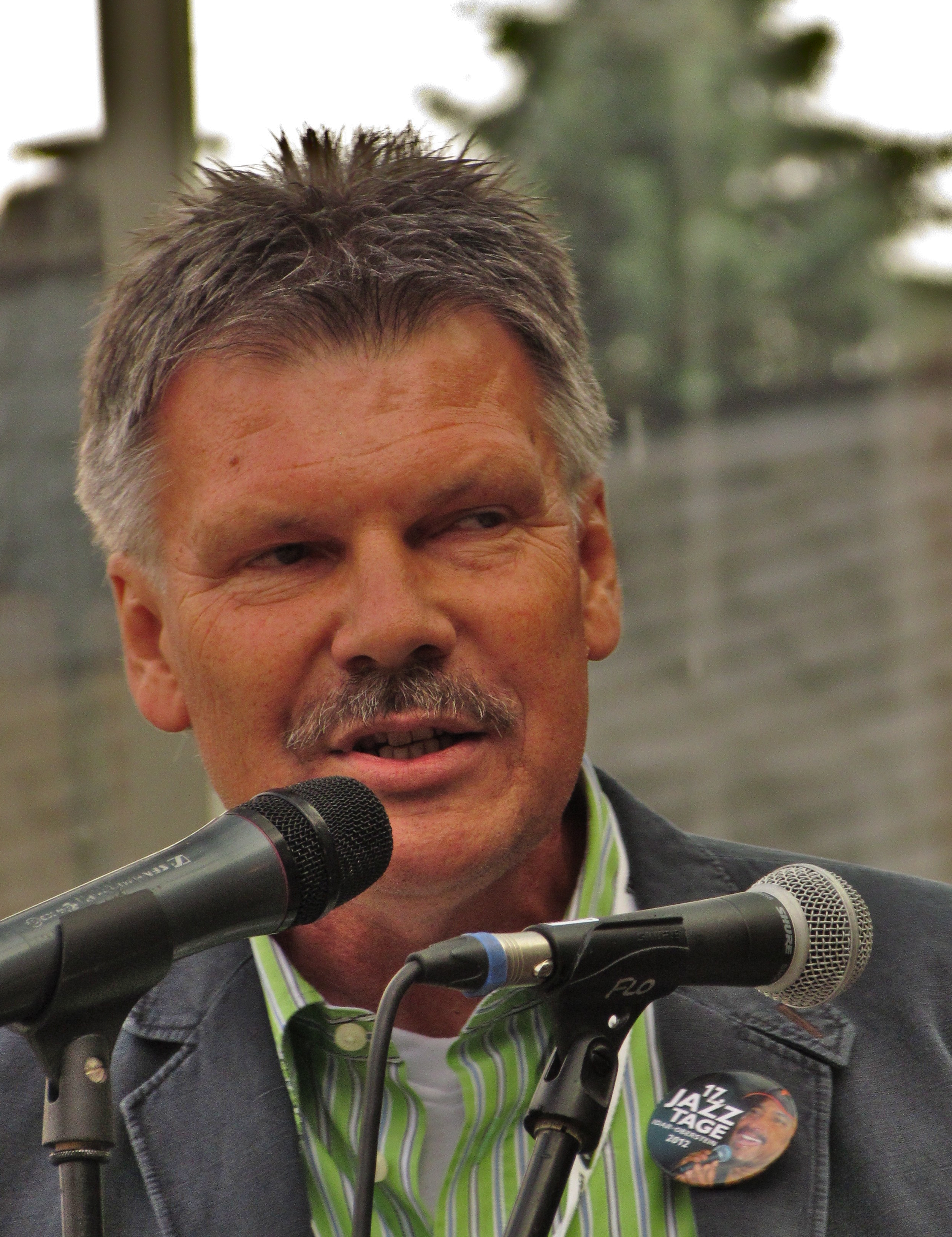
Bruno Zimmer (2012)

Bruno Zimmer (* 4. Januar 1956 in Idar-Oberstein) ist ein deutscher Kommunalpolitiker (SPD) und war von 2007 bis 2015 Oberbürgermeister von Idar-Oberstein.
Zimmer schloss sein Studium als Diplom-Verwaltungswirt (FH) ab und war von 1978 bis 2002 in verschiedenen Stellungen bei der Stadtverwaltung Idar-Oberstein tätig. Von 2002 bis 2005 war er büroleitender Beamter bei der Kreisverwaltung Birkenfeld, von Januar 2006 an Beigeordneter der Stadt Idar-Oberstein. Am 5. November 2006 wurde er mit 50,9 % der Stimmen zum Oberbürgermeister der Stadt Idar-Oberstein gewählt und trat sein Amt 2007 an. Im Oktober 2014 wurde Zimmer in einer Stichwahl nicht wiedergewählt. Im Februar 2015 wurde der bis zum 28. Februar 2015 amtierende Zimmer offiziell verabschiedet. Zum 1. März 2015 wurde Frank Frühauf dort sein Nachfolger.
Nachfolgend wurde er zum ersten Kreisbeigeordneten des Landkreises Birkenfeld gewählt. Infolge der Leitungsvakanz durch die zum 30. Juni 2023 aus gesundheitlichen Gründen erfolgte Versetzung in den Ruhestand des bisherigen Landrats Matthias Schneider führte Bruno Zimmer als Erster Kreisbeigeordneter kommissarisch die Verwaltung des Kreises Birkenfeld bis zum Dienstantritt von Schneiders Nachfolger Miroslaw Kowalski im November 2023.